# ماثيو هنت
ماثيو هنت (10 يونيو 1977 في المملكة المتحدة - ) (بالإنجليزية: Matthew Hunt)‏ هو لاعب كريكت بريطاني. لعب مع Devon County Cricket Club ‏.

## وصلات خارجية
- ماثيو هنت على موقع إي آس بي آن كريك إنفو (الإنجليزية)